# Sūrandai
Sūrandai är en ort i Indien.   Den ligger i distriktet Tirunelveli Kattabo och delstaten Tamil Nadu, i den södra delen av landet, 2 200 km söder om huvudstaden New Delhi. Sūrandai ligger 136 meter över havet och antalet invånare är 28 989.
Terrängen runt Sūrandai är platt. Runt Sūrandai är det tätbefolkat, med 397 invånare per kvadratkilometer. Närmaste större samhälle är Kadayanallur, 13,7 km nordväst om Sūrandai. Omgivningarna runt Sūrandai är en mosaik av jordbruksmark och naturlig växtlighet.